# Chorthippus gongshanensis
Chorthippus gongshanensis är en insektsart som beskrevs av Zheng, Z. och B. Mao 1997. Chorthippus gongshanensis ingår i släktet Chorthippus och familjen gräshoppor. Inga underarter finns listade i Catalogue of Life.